# Tampa Bay Rowdies 1975
Questa pagina raccoglie i dati riguardanti i Tampa Bay Rowdies nelle competizioni ufficiali della stagione 1975.

## Stagione
La neonata franchigia dei Rowdies venne affidata all'italo-sudafricano Eddie Firmani, alla prima esperienza su una panchina nordamericana. La squadra venne costruita con una forte componente di giocatori britannici e sudafricani. Prima scelta nei draft fu l'anglo-iraniano Farrukh Quraishi, mentre le altre scelte furono Bob Isaacson e John Bleum.
Il giocatore più utilizzato e capocannoniere della squadra fu il sudafricano Derek Smethurst, con diciotto reti in 22 presenze. I Rowdies dopo aver vinto la propria divisione, dominò nei play-off, vincendo poi in finale contro gli altri esordienti del Portland Timbers.

## Organigramma societario
Area direttiva
- Medico sociale: John W. Kauzlarich
- Pubbliche Relazioni: Francisco Marcos[1]

Area tecnica
- Allenatore: Eddie Firmani
- Trainer: Mike Dolan

## Rosa
| N. |                        | Ruolo | Calciatore       |
| -- | ---------------------- | ----- | ---------------- |
| 1  | Inghilterra (bandiera) | P     | Paul Hammond     |
| 1  | Scozia (bandiera)      | P     | Mike Hewitt      |
| 1  | Stati Uniti (bandiera) | P     | Bob Stetler      |
| 2  | Iran (bandiera)        | D     | Farrukh Quraishi |
| 3  | Scozia (bandiera)      | D     | Alex Pringle     |
| 4  | Scozia (bandiera)      | C     | John Boyle       |
| 5  | Inghilterra (bandiera) | D     | Malcolm Linton   |
| 6  | Sudafrica (bandiera)   | D     | Mike Connell     |
| 6  | Sudafrica (bandiera)   | C     | Bernard Hartze   |
| 8  | Stati Uniti (bandiera) | C     | Randy Garber     |
| 9  | Bermuda (bandiera)     | A     | Clyde Best       |
| 10 | Scozia (bandiera)      | C     | Stewart Scullion |
| 11 | Stati Uniti (bandiera) | A     | Doug Wark        |
| 12 | Sudafrica (bandiera)   | A     | Derek Smethurst  |

| N. |                        | Ruolo | Calciatore     |
| -- | ---------------------- | ----- | -------------- |
| 13 | Inghilterra (bandiera) | D     | Stewart Jump   |
| 14 | Inghilterra (bandiera) | A     | John Sissons   |
| 15 | Inghilterra (bandiera) | C     | Mark Lindsay   |
| 16 | Stati Uniti (bandiera) | D     | John Bluem     |
| 17 | Stati Uniti (bandiera) | A     | Eddie Austin   |
| 18 | Haiti (bandiera)       | D     | Arsène Auguste |
|    | Stati Uniti (bandiera) |       | Bruce Allen    |
|    | Messico (bandiera)     |       | Javier Álvarez |
|    | Argentina (bandiera)   | C     | Héctor Galice  |
|    | Stati Uniti (bandiera) | C     | Bob Isaacson   |
|    | Stati Uniti (bandiera) | C     | Norbert Muller |
|    | Argentina (bandiera)   | D     | Carlo Rossi    |
|    | Argentina (bandiera)   | A     | Luis Tripodi   |